# Robert Pierce Casey
Robert Pierce Casey (* 3. Dezember 1897 in Dorchester, Massachusetts; † 4. oder 5. April 1959 in Norfolk, England) war ein US-amerikanischer Kirchenhistoriker.

## Leben
Robert Pierce Casey studierte Theologie an der Harvard Divinity School. Während des Ersten Weltkriegs wurde er von 1918 bis 1919 im Student Army Training Corps ausgebildet. An der Harvard Divinity School erwarb er 1919 den Bachelor of Arts und 1922 den Bachelor of Sacred Theology. Sein akademischer Lehrer Kirsopp Lake bezeichnete ihn in einem Brief an Hans Lietzmann als seinen besten Schüler. In den nächsten zwei Jahren setzte er mit dem Sheldon-Stipendium seine Studien an der University of Cambridge fort, wo er als erster amerikanischer Student 1924 den theologischen Doktortitel (Ph. D.) erwarb. Noch im selben Jahr ging er als wissenschaftlicher Mitarbeiter für griechische Paläographie an die University of Cincinnati und wurde dort 1926 zum Professor of History and Philosophy of Religions ernannt. In den 1920er Jahren hielt sich Casey noch mehrmals zu wissenschaftlichen Zwecken in Europa auf, besonders in Wien und Berlin.
1934 wechselte Casey an die Brown University als Professor of Biblical Literature and History of Religion sowie als Vorsitzender des Department of Biblical Literature. 1936 wurde er in die American Academy of Arts and Sciences gewählt. In den Jahren 1938 und 1939 nahm er an den Ausgrabungen in Van (Türkei) teil. Seine Rückkehr von der zweiten Expedition wurde vom Ausbruch des Zweiten Weltkriegs überschattet, denn das Passagierschiff Athenia, mit dem er von Liverpool abgereist war, wurde am 3. September von einem deutschen U-Boot torpediert und versenkt. Casey wurde zusammen mit 70 weiteren Passagieren in einem Rettungsboot geborgen und am 4. September nach Glasgow gebracht. Ein beträchtlicher Teil seiner archäologischen Aufzeichnungen war verloren gegangen.
Während des Zweiten Weltkriegs unterrichtete Casey neben seinen üblichen Verpflichtungen Russisch an der Brown University und war als Hilfspfarrer an der St. Stephen’s Church tätig (1939–1946). 1940 empfing er die Priesterweihe der Episkopalkirche. 1950 verließ er die USA und ging als Dozent (Lecturer) an das Sidney Sussex College in Cambridge.
Casey Forschungsschwerpunkt war die Kirchengeschichte der Spätantike, insbesondere Ägyptens im 3. und 4. Jahrhundert. Er beschäftigte sich intensiv mit Athanasius von Alexandria und Serapion von Thmuis und edierte verschiedene Schriften von ihnen in griechischer und armenischer Sprache.

## Schriften (Auswahl)
- Clement of Alexandria and the Beginnings of Christian Platonism. In: Harvard Theological Review. Band 18 (1925), S. 39–101
- Armenian Manuscripts of St. Athanasius of Alexandria. In: Harvard Theological Review. Band 24 (1930/1931), S. 43–59
- Serapion of Thmuis Against the Manichees. Cambridge, Massachusetts 1931 (Harvard Theological Studies 15)
- mit George Jeremiah Ryan: The ‘De incarnatione’ of Athanasius. London/Philadelphia 1945 (Studies and documents 14)
- Religion in Russia. New York 1946
- The Armenian Version of the Pseudo-Athanasian Letter to the Antiochenes and of the Expositio Fidei. London/Philadelphia 1947 (Studies and documents 15)